# Gonzalo Hidalgo Bayal
Gonzalo Hidalgo Bayal (Higuera de Albalat, Cáceres, 12 de noviembre de 1950) es un escritor español de novela, poesía y ensayo. Ha trabajado como Catedrático de Enseñanza Secundaria de lengua y literatura.

## Biografía
Se licenció en Filología Románica y en Ciencias de la Imagen por la Universidad Complutense de Madrid. Durante muchos años combinó su carrera literaria con su trabajo como profesor en un instituto de enseñanza secundaria en Plasencia.
En 2011 resumía así los primeros años de su vida:

Cuando llegué a Madrid tenía unos 18 años y necesitaba ganar dinero. Un señor estaba montando una editorial, que creo que pirateaba cosas de Espasa y vendía en fascículos. Estuve con él mi primer mes. Luego pasé a empaquetar medicinas. Mi tarea era poner los sellos del colegio de huérfanos. Aunque vivía en San Bernardo, venía a comer a este restaurante todos los días. A Madrid vine a estudiar PREU, en 1969 o 1970, después hice Filología Románica y Ciencias de la Imagen en la Complutense... En 1979 fui a dar clases de lengua y literatura a un instituto de Plasencia, luego dos en el instituto de Coria, y volví a Plasencia; hasta el 1 de septiembre porque pedí la jubilación anticipada... Ahora supongo que puedo escribir. Cuando estaba en el instituto también lo hacía, podía sacar tres o cuatro horas diarias. Al principio solo daba clase en el horario nocturno, así es que por las mañanas escribía y por las tardes leía.

Como se ha mantenido más bien apartado en su vida, le preguntaron recientemente que cuándo había dejado de sentirse un autor escondido, y contestó que

La condición de escondido exige dos requisitos previos: ser buscado y no querer ser encontrado. En mi caso no se ha dado ninguno: ni me buscan ni me escondo. Sería incluso arrogante proclamarme escondido. Pero, si es una condición, me gustaría no perderla.

Sobre algunas de sus deudas, dice admirar

el rigor intelectual, la sabiduría y la integridad de Rafael Sánchez Ferlosio. Admiro la maestría literaria y la bondad de Landero. Y Campos Pámpano no sólo ha sido mi amigo, mi editor, mi cómplice: ha sido mi ángel de la guarda hasta su muerte.

Ha publicado poesía (Certidumbre de invierno, El cerco oblicuo Calambur) y varias novelas; entre ellas, destacaron inicialmente Mísera fue, señora, la osadía, apoyada en el género negro, y Amad a la dama, donde reescribe un texto cervantino. Por otro lado, su La princesa y la muerte recoge pequeños cuentos, y Conversación reúne cinco relatos, bien monólogos, bien confidenciales.
En 2004 publicó Paradoja del interventor, una novela de atmósfera enrarecida, que puede verse como originalmente kafkiana. Destaca además la muy extensa y totalizadora El espíritu áspero, de 2009, cuyo carácter más nostálgico explora de forma brillante y natural el lenguaje, mientras el autor aplica sus conocimientos de latinista con ironía e intensidad.
En noviembre de 2013 salió la novela La sed de sal. Narra la aventura de un hombre, Travel, que viaja a Murania (un topónimo del autor) buscando las huellas de un hispanista que había recorrido la región en los años treinta; se ve arrestado al vincularle con la oscura desaparición de una chica. Es una particular novela policíaca; con una prosa clara y densa, propia del autor, habla de la fatalidad, el sentimiento de culpa, la incertidumbre. 
Como ensayista está especializado en Rafael Sánchez Ferlosio, con quien ha recorrido a menudo Extremadura y el Portugal más cercano a la ciudad de Coria. Entre sus publicaciones e intervenciones sobre Ferlosio destaca Camino de Jotán. La razón narrativa de Ferlosio (1994).
Además, no hay que olvidar varias de sus prosas y diferentes ensayos, incluyendo su prólogo a La metamorfosis de Kafka, cuya influencia se vislumbra en algunas de sus páginas.

## Obras

### Poesía
- Certidumbre de invierno, Editora Regional de Extremadura, 1986 ISBN  978-84-7671-011-1

### Novelas
- Mísera fue, señora, la osadía, 1988. Luego, en Diputación Provincial de Badajoz, 1994 ISBN 978-84-7796-961-6
- El cerco oblicuo, 1993. Luego, en Calambur 2005 ISBN 978-84-96049-78-9
- Amad a la dama, 2001. Luego, en Llibros del Pexe, 2003 ISBN 978-84-96117-12-9
- Paradoja del interventor, 2004. Y Tusquets, 2006 ISBN 978-84-8310-332-6
- El espíritu áspero, Tusquets, 2009 ISBN 978-84-8383-130-4
- La sed de sal, Tusquets, 2013 ISBN 978-84-8383-779-5
- Nemo, Tusquets, 2016 ISBN 978-84-9066-209-0
- La escapada, Tusquets, 2019 ISBN 978-84-9066-639-5
- Arde ya la yedra, Tusquets, 2024 ISBN 978-84-1107-448-3

### Novelas cortas y relatos
- Campo de amapolas blancas, 1997. Y Tusquets, 2008 ISBN 978-84-8383-069-7
- La princesa y la muerte, Editora Regional de Extremadura, 2001. ISBN 978-84-7671-645-8
- Un artista del billar, Asociación Cultural Alcancía, 2004 ISBN 978-84-933494-3-1
- Conversación, Tusquets, 2011 ISBN 978-84-8383-348-3
- Caracteres, Ediciones la Rosa Blanca, 2011 ISBN 978-84-615-4973-3, con Salvador Retana
- Hervaciana, Tusquets, 2021 ISBN 978-84-11-07000-3

### Ensayos
- Camino de Jotán. La razón narrativa de Ferlosio, 1994. Y Del Oeste Ediciones (1996) ISBN 978-84-88956-01-9
- Equidistancias, Del Oeste Ediciones, 1997 ISBN 978-84-88956-19-4
- El desierto de Takla Makán: prosas y ensayos, Editora Regional de Extremadura, 2007 ISBN 978-84-7671-817-9
- Prólogo a Kafka, La metamorfosis, Akal, 2005, ISBN 978-84-460-2070-7